# Anteris bilineata
Anteris bilineata är en stekelart som beskrevs av Thomson 1859. Enligt Catalogue of Life ingår Anteris bilineata i släktet Anteris och familjen Scelionidae, men enligt Dyntaxa är tillhörigheten istället släktet Anteris och familjen gallmyggesteklar. Arten är reproducerande i Sverige. Inga underarter finns listade i Catalogue of Life.